# 黄鶴洞
黄鶴洞 （ファンハクトン、朝：황학동）は、ソウル特別市中区にある行政洞及び法定洞。

## 概要
黄鶴洞は中区北東端に位置している行政洞であり、清渓川の南側に位置する。北と東は区境となっており、北は鍾路区、東は城東区にそれぞれ接している。南は同じ区内の新堂5洞、西は新堂洞にそれぞれ接している。なお、法定洞としての「黄鶴洞」は、行政洞としての黄鶴洞と同一区域である。東に東大門市場がある。
清渓川復元以前は土日にフリーマーケットのような体裁の市場が開かれていた。清渓川復元以降はそれらの市場の多くは東大門運動場に移転したが、日曜日に限っては以前のようなフリーマーケットが開催される。また、清渓川復元にともない3・1アパート跡地に形成されていた商店（機械・雑貨・古本・ビデオ商）などが姿を消しつつあり、高層マンション（ロッテキャッスル）などが建設されている。また中央市場北側は中古電気品が有名であり、コプチャンとよばれるもつ焼きが有名な地域でもある。
ソウル屈指の大きさの中央市場が存在し、肉や野菜を売る一方、東に家具市場、犬肉市場と穀物の問屋街、西にスンデの問屋も併設している。また、町内には、旅人宿が十件ほど存在し、小規模ながら公園も存在する。

## 法定洞
管轄の法定洞は以下のとおりである。
- 黄鶴洞 （ファンハクトン、황학동）

## 交通

### 鉄道
- ソウル交通公社
  -  2号線
    - 新堂駅

  -  6号線
    - 新堂駅

### バス
- 幹線バス： 147番、263番、302番、371番
- 支線バス： 1017番、1216番、2012番、2014番、2015番、421番